# Yuwana jezik
Yuwana jezik (chicano, chikano, hoti, jodi, joti, waruwaru, yoana, yuana; ISO 639-3: yau), indijanski jezik kojim govori oko 300 ljudi (1970 popis) od 767 etničkih Yuwana Indijanaca iz Venezuele. Jedna grupa živi na rijeci Kaima, pritoka Cuchivera, a druga južnija izolirano na rijekama Iguana, pritoka rijeke Asíte i na Parucito, pritoka rijeke Manapiare.
Lingvističke sličnosti s jezicima yanomamö [guu] i piaroa [pid] (porodica saliva).

## Vanjske poveznice
- Yuwana (14th)
- Yuwana (15th)